# Bitwa pod Cowpens
Bitwa pod Cowpens – starcie zbrojne, które miało miejsce 17 stycznia 1781 r. podczas amerykańskiej wojny o niepodległość. Zakończyła się zwycięstwem sił rewolucyjnych pod dowództwem generała Daniela Morgana, będąc punktem zwrotnym w walkach o odzyskanie Karoliny Południowej z rąk Brytyjczyków.
Siły kontynentalne liczyły według oficjalnego raportu Morgana nieco ponad 1 000 ludzi, jednak historyk Lawrence E. Babits oszacował je na nawet 2 000 żołnierzy i ochotników. Brytyjczycy, pod dowództwem płk. Banastre Tarletona, przystąpili do bitwy w sile 1 200 ludzi.
Tarleton, znany ze śmiałych zwycięstw pod Camden i Waxhaw, otrzymał od generała Cornwallisa rozkaz zniszczenia oddziałów Morgana. Amerykański głównodowodzący generał Nathanael Greene podjął śmiałą decyzję rozdzielenia wojsk, odsuwając oddział Morgana z dala od głównych sił. Ten zebrał swych ludzi na rozległym pastwisku – terenie dobrze im znanym, wykorzystując ukształtowanie powierzchni i przewidując możliwe reakcje przeciwnika. Tarleton zaatakował ze zwyczajową pewnością siebie, lecz nie wziął pod uwagę, iż Morgan miał dużo więcej czasu na przygotowanie się. Poprzez manewr okrążający wojska Tarletona zostały otoczone i niemal doszczętnie zniszczone – dowódcy wraz z ok. 250 żołnierzami udało się ujść z pola bitwy.
Straty kontynentalne wyniosły 25 zabitych i 125 rannych, zaś straty wśród Brytyjczyków – 110 zabitych, 229 rannych, 720 pojmanych.
Zwycięstwo pod Cowpens stało się punktem zwrotnym, ważnym psychologicznie dla losów całej wojny o niepodległość. Dodało ducha tak Karolińczykom, jak i mieszkańcom innych południowych kolonii. Z drugiej strony, przyczyniło się do upadku morale wśród Brytyjczyków i lojalistów. Duża część brytyjskich sił wojskowych na Południu została zniszczona, co zmusiło Cornwallisa do zaprzestania pacyfikacji tych terenów. Przesunął on oddziały na północ, aby dogoniły wojska Greene'a w Karolinie Północnej. Stało się to w Guilford Court House, gdzie wprawdzie Cornwallis wygrał bitwę, lecz straty, jakie poniósł, zmusiły go do wycofania wojsk do Yorktown w Wirginii. Tam został złapany w pułapkę i pokonany przez wojska generała Washingtona, co bezpośrednio zmusiło Brytyjczyków do zaprzestania prób odzyskania kolonii i zakończenia wojny.